# Chiyoda (Gunma)
Chiyoda (jap. 千代田町, -machi) ist eine Stadt im Landkreis Ōra (邑楽郡,, -gun), in der Präfektur Gunma, auf der japanischen Insel Honshū.

## Geografie
Chiyoda befindet sich im Westen der Präfektur Gunma und erstreckt sich nördlich entlang einer Flussbiegung des Tone, auf deren anderen Seite die Präfektur Saitama ist.
Im Nordwesten grenzt die Gemeinde an Ōizumi, im Norden an Ōra, im Nordosten an Tatebayashi, im Osten an Meiwa und auf der anderen Flussseite im Südosten an Hanyū, sowie im Süden an Kumagaya.

## Geschichte
Die Gemeinde Chiyoda entstand am 31. März 1955 aus der Vereinigung der Dörfer (mura) Tominaga (富永村, -mura), Eiraku (永楽村, -mura) und Nagae (長柄村, -mura). Am 30. September 1956 wurde das Gebiet von Nagae wieder abgetrennt und Nakashima (heute: Ōra) zugeschlagen.
Am 1. April 1982 wurde das Dorf Chiyoda zur Stadt (machi) erhoben.

## Verkehr
Chiyoda ist weder über Nationalstraßen noch über das nationale Schienennetz angeschlossen. Die Gemeinde ist jedoch erreichbar über einige Präfekturstraßen sowie einen Fährdienst von Kumagaya auf der anderen Seite des Tone.

## Bildung
In Chiyoda befinden sich die Grundschulen Chiyoda-West (千代田町立西小学校, Chiyoda-chōritsu Nishi shōgakkō) und Chiyoda-Ost (千代田町立東小学校, Chiyoda-chōritsu Higashi shōgakkō), sowie die Mittelschule Chiyoda (千代田町立千代田中学校, Chiyoda-chōritsu Chiyoda chūgakkō). Eine Oberschule als Äquivalent zur Sekundarstufe II gibt es in Chiyoda nicht.

## Weblinks

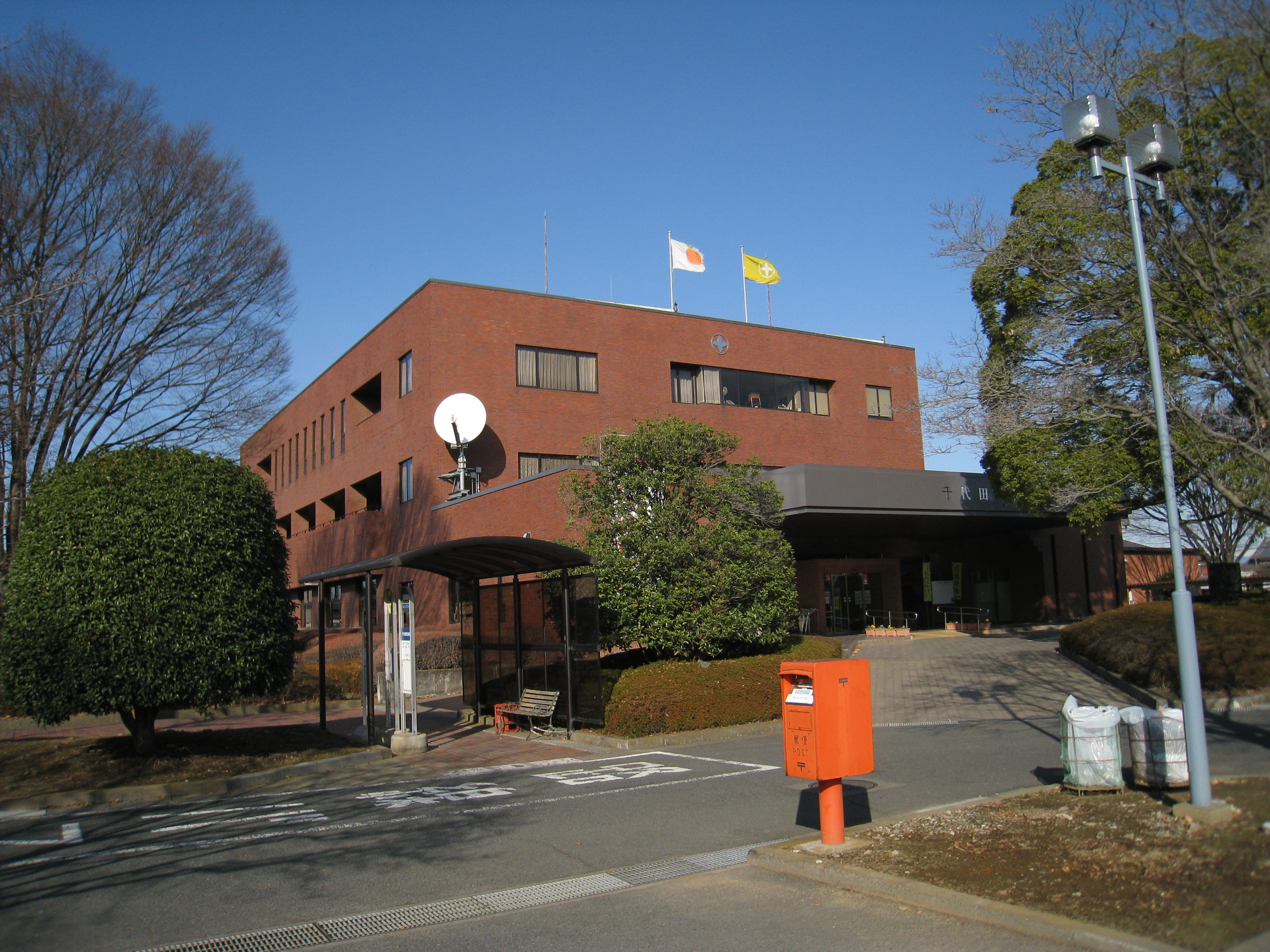
Rathaus von Chiyoda